# Jailson Mendes
Jocione Mendonça (Iati, 19 de febrero de 1970-São Paulo, 29 de junio de 2018), más conocido como Jailson Mendes y en ocasiones Pai de Família («Padre de Familia»), fue un actor pornográfico y youtuber brasileño. Se convirtió en un meme de Internet por su actuación en una película pornográfica donde dice la frase Ay, que delícia, cara («Ay, que delicia, tío»). Jubilado prematuramente por problemas de salud, fue invitado a actuar en películas pornográficas mientras estaba en São Paulo y terminó haciendo tres de ellas. Por su estilo de actuación, junto con su frase, se convirtió en un fenómeno de Internet. Aunque inicialmente temía las repercusiones, luego se acostumbró a su popularidad. Para cambiar su imagen de actor pornográfico, creó un canal en YouTube con vídeos sobre videojuegos y cocina.
Falleció el 29 de junio de 2018, a causa de un infarto agudo de miocardio. Fue considerado uno de los grandes memes brasileños y uno de los íconos de la pornografía gay brasileña. Algunos utilizaron el personaje de Mendonça como broma en programas de noticias.

## Biografía

### Vida personal
Jocione Mendonça nació en Iati el 19 de febrero de 1970. Estudió hasta el quinto grado y a los diecisiete años se mudó a São Paulo. Trabajó como asistente de producción, pero debido a una distrofia muscular en la región de la columna vertebral —problema que lo llevó a ser sometido a una intervención quirúrgica— y a una de insuficiencia renal crónica, tuvo que jubilarse prematuramente. También sufría de hipertensión arterial. Vivió con otro hombre durante diecisiete años y no tuvo hijos.

### Películas pornográficas
En 2005, estaba en una plaza de São Paulo cuando una pareja se le acercó y lo invitó a participar en una película pornográfica. Según él, la pareja le dijo: «¿Qué pasaría si tú, que eres una especie de oso, hicieras una película porno gay para nosotros?». Él desconfió, pero aceptó. Dijo que tuvo que ganar peso para, en palabras de Leonardo Rodrigues de UOL, «encarnar un 'oso' aún más convincente». En total, hizo tres películas en su carrera, utilizando el nombre artístico de «Jailson Mendes». La primera de ellas se hizo por una cuota de salario mínimo y la última por cien reales «para ayudar a un amigo que estaba en quiebra». Ícaro Studios produjeron las tres películas.
En una de estas películas, su «actuación histéricamente bizarra», según Rodrigues, se convirtió en uno de los memes más difundidos en Internet en Brasil. Durante la actuación, bebe jugo de naranja y dice ai, que delícia, cara («ay, qué delicia, tío»). Mendonça también recibió el sobrenombre de Pai de Família («Padre de familia»). Poco después de la popularidad del meme, Jocione se asustó por la exposición, que incluyó a su familia y amigos, y rápidamente eliminó sus perfiles de redes sociales. También declaró que tenía miedo de que lo «apedrearan» e insultaran en la calle. Según Mendonça, «Haces un tipo de trabajo, para un público específico, y luego ves a mucha gente que no tiene nada que ver con ese mundo diciendo "ai, que delícia", que son mis fanes. Te pierdes, ¿verdad? Estaba asustado». Sin embargo, dijo que el público comenzó a tranquilizarlo y se acostumbró a su popularidad después de unos días.
Según Karine Seimoha de iG, Mendonça reflexionó sobre su carrera pornográfica, sintiendo que «todo fue sólo una broma, hecha por curiosidad de ver la industria del cine erótico de cerca», y dejó claro que nunca tuvo ningún tipo de relación con Ícaro Studios. En cuanto al apodo de Pai de Família, explicó que cuando descubrió que se había convertido en un meme, ya existía: «Creo que lo crearon por la forma en que estaba vestido en la película. Un hombre de familia que estaba en necesidad y lo hizo para mantener a su familia». Según Rangel Querino del Observatório G, Mendonça fue «uno de los mayores íconos de la pornografía gay nacional».

### Popularidad continua
A finales de 2014, creó un canal de YouTube sobre cocina, conteniendo chistes de doble sentido, que a finales de 2016 contaba con casi 200 000 suscriptores y cuatro millones de visitas. Entre los vídeos, destaca un reencuentro con Paulo Guina, con quien actuó en una de sus películas. Explicó que una productora, Freedom, lo contactó y le sugirió el canal para cambiar su imagen de actor porno. Más tarde, comenzó a publicar vídeos jugando videojuegos como Grand Theft Auto V, a petición de los fanáticos, que en su mayoría eran adolescentes. En una entrevista, declaró que una de las ideas del canal era «mostrar que ser homosexual no es una aberración ni una enfermedad. Que un hombre heterosexual puede ser amigo de un hombre gay. Y que un hombre gay no tiene por qué actuar de forma afeminada, ni hablar en un tono de voz alto, como una mujer».
El personaje de Jailson Mendes fue utilizado como broma en programas de noticias. En julio de 2017, César Tralli, entonces presentador del SP1 de TV Globo, fue engañado por un espectador que utilizó la foto del personaje en el programa. En abril de 2018, en el mismo programa, ocurrió una situación similar con el presentador Carlos Tramontina, quien leyó una pregunta de un usuario llamado «Jailson Mendes».

## Muerte
El 29 de junio de 2018, sufrió un infarto agudo de miocardio y fue trasladado al Hospital Planalto en São Paulo, pero falleció poco después. La noticia de su muerte fue anunciada por familiares y amigos. Al día siguiente, se publicó una nota de condolencias en su cuenta oficial de Twitter, que, según Gilmar Lopes de E-farsas, «dejó al Internet de luto».